# Candice Gilg
Candice Gilg (Dakar, 27 juli 1972) is een voormalig freestyleskiester uit Frankrijk. Ze vertegenwoordigde Frankrijk op de Olympische Winterspelen 1992 in Albertville, de Olympische Winterspelen 1994 in Lillehammer en de Olympische Winterspelen 1998 in Nagano.
In 1999 verscheen ze als Sophie Marceau's (ski)stuntdubbel in de James Bond film The World Is Not Enough.
Na haar topsportcarrière ging Gilg werken voor de VVV van La Plagne en tegenwoordig is ze directeur van de VVV van Combloux. 
Candice is de oudere zus van freestyleskiër Youri Gilg.

## Resultaten

### Olympische Winterspelen
| Jaar | Plaats      | Resultaten |
| ---- | ----------- | ---------- |
| 1992 | Albertville | 24e Moguls |
| 1994 | Lillehammer | 5e Moguls  |
| 1998 | Nagano      | DNF Moguls |

### Wereldkampioenschappen
| Jaar | Plaats                | Resultaten |
| ---- | --------------------- | ---------- |
| 1993 | Altenmarkt-Zauchensee | 6e Moguls  |
| 1995 | La Clusaz             | Moguls     |
| 1997 | Nagano                | Moguls     |

### Wereldbeker
Eindklasseringen
| Seizoen   | Algemeen         | Moguls           | Dual moguls     |
| --------- | ---------------- | ---------------- | --------------- |
| 1988/1989 | 54e 1,00 punten  | 18e 4,00 punten  |                 |
| 1989/1990 | 37e 4,00 punten  | 12e 22,00 punten |                 |
| 1990/1991 | 55e 1,00 punten  | 17e 8,00 punten  |                 |
| 1991/1992 | 55e 1,00 punten  | 21e 8,00 punten  |                 |
| 1992/1993 | 13e 90,00 punten | · 812,00 punten  |                 |
| 1993/1994 | 13e 88,00 punten | · 704,00 punten  |                 |
| 1994/1995 | 14e 91,00 punten | 4e 636,00 punten |                 |
| 1995/1996 | 5e 96,00 punten  | · 768,00 punten  | · 284,00 punten |
| 1996/1997 | 7e 93,00 punten  | · 464,00 punten  | · 444,00 punten |
| 1997/1998 | 8e 89,00 punten  | · 536,00 punten  | · 336,00 punten |

Wereldbekerzeges
| Datum            | Plaats              | Onderdeel   |
| ---------------- | ------------------- | ----------- |
| 3 februari 1994  | La Clusaz           | Moguls      |
| 16 december 1995 | La Plagne           | Moguls      |
| 15 februari 1996 | La Clusaz           | Dual moguls |
| 23 maart 1996    | Meiringen-Hasliberg | Moguls      |
| 21 februari 1997 | Kirchberg           | Dual moguls |
| 6 december 1997  | Tignes              | Dual moguls |
| 11 januari 1998  | Mont Tremblant      | Moguls      |
| 28 februari 1998 | Châtel              | Dual moguls |